# Taylor Swanson
Pour les articles homonymes, voir Swanson.
Taylor Swanson, née le 24 octobre 1992, est une athlète handisport américaine spécialiste du sprint concourant en T37 pour les athlètes courant sans support mais en boitant. Elle est double médaillée aux Jeux de 2024.

## Biographie
Swanson est née en Corée du Sud et est adoptée à l'âge de six mois par Brian Swanson et Stacy Walker et grandit aux États-Unis. À l’âge de deux ans, on lui diagnostique un trouble du processus phonologique, qui affecte le traitement du langage. Bien qu'elle ait montré des signes de paralysie cérébrale en grandissant, elle n'est officiellement diagnostiquée qu'en juin 2023, lorsque les médecins découvrent qu'elle souffre d'hémiprasie, un type de paralysie cérébrale unilatérale. Enfant, elle a des difficultés scolaires, mais elle excelle dans les sports.
Swanson rejoint l'équipe d'athlétisme du Roosevelt High School (en) à Roosevelt, Seattle au cours de sa première année. Elle participe aux Jeux olympiques juniors de l'AAU au cours de sa première année et se qualifie pour la compétition d'État en tant que senior. Elle fréquente ensuite l'Université d'État de l'Arizona. Pendant ses études universitaires, elle continue à concourir en tant que sprinteuse pour le Seattle Speed Track Club. En 2014, elle se déchire le ménisque du genou droit. Des complications surviennent lors de sa première opération du genou et deux autres interventions sont nécessaires. Elle subit également une thérapie physique intensive avec peu ou pas d’amélioration. En 2022, suivant les conseils de son physiothérapeute, elle débute son entraînement de para sprinteuse. Elle déménage à Spokane, Washington en 2023 pour s'entraîner avec ParaSport Spokane, une organisation régie par l'US Paralympic Track and Field.
En 2023, elle apparaît sur le podcast Embracing the Journey pour discuter de son parcours personnel.

## Carrière
Swanson est officiellement classé comme athlète T37 en juin 2023. En septembre de cette année-là, elle participe au Prefontaine Classic à l'Hayward Field de l'Université de l'Oregon, où elle termine quatrième au para 100 mètres (une course qui combine plusieurs classifications en une seule épreuve).
Swanson fait ses débuts internationaux pour les États-Unis aux Jeux parapanaméricains de 2023. Elle remporte la médaille d'argent dans les épreuves de 100 mètres et 200 mètres T37,
Le 18 mars 2024, Swanson est sélectionné pour représenter les États-Unis aux Championnats du monde 2024. Elle remporte une médaille d'argent dans l'épreuve du 100 mètres T37 avec un meilleur temps personnel de 12 s 86. Elle remporte également une médaille d'argent dans l'épreuve du 200 mètres T37 avec un meilleur temps personnel de 26 s 89.
Lors des Jeux paralympiques d'été de 2024, elle remporte la médaille d'argent du 100 m T37 ainsi que le bronze sur le 4 x 100 m universel.